# Гуго Ґерінг
Гу́го Ґе́рінг (Hugo Gering; *21 вересня 1847, Ліпениця, Пруссія, тепер Польща — 3 лютого 1925, Кіль, Німеччина) — німецький філолог, який спеціалізувався на германістиці.

## Життєпис
Гуго Ґерінг народився в 1847 році в Ліпениці (тодішня Пруссія). Його батько був землевласником. 
Початкову освіту здобув у Торуні та Хелмні. 
Починаючи від 1867 року Ґерінг вивчав філологію, філософію та історію в університетах Лейпцига та Бонна.
Служив у прусській армії під час франко-прусської війни. 
Згодом отримав ступінь доктора філософії в університеті Галле під керівництвом Юліуса Захера. Його дисертація була присвячена готській мові.
Ґерінг закінчив свою габілітацію з німецької філології в Галле в 1876 році. 
Після кількох наукових поїздок до Скандинавії Ґерінг був призначений доцентом університету Галле в 1883 році. 
Від 1889 року він був професором Кільського університету, ректором якого був у 1902-1903 роках. 
Герінг пішов на пенсію з Кільського університету в 1921 році. Він помер у Кілі 3 лютого 1925 року.

## З доробку
Ґерінг спеціалізувався на вивченні давньої германської літератури, зокрема давньоанглійської, готської та давньоскандинавської. Його публікації про Едди та Беовульфа стали класичними з цієї теми.
Вибрана бібліографія
- 1882–83 Islendzk Æventýri - Isländische Legenden, Novellen und Märchen, 2 Bände. Halle. Open Library.
- 1887 Glossar zu den Liedern der Edda (Sæmundar Edda). Paderborn. 5. Aufl. 1923.
- 1892 Die Edda. Die Lieder der sogenannten älteren Edda. Übersetzung und Erläuterungen, Bibliographisches Institut Leipzig und Wien
- 1903 Vollständiges Wörterbuch zu den Liedern der Edda. Halle. Repr. Hildesheim 1971.
- 1904 Die Lieder der älteren Edda (Sæmundar Edda). 2. völlig umgearb. Aufl. der Ausg. v. Karl Hildebrand. Paderborn. 4. Aufl. 1922.
- 1906 Beowulf nebst dem Finnsburg-Bruchstück. Übersetzt und erläutert, Heidelberg.
- 1927–31 Kommentar zu den Liedern der Edda. 2 Bde. nach dem Tode Verfassers hrsgg. von Barend Sijmons. Halle.